# Dzwonkówka błyszcząca
Dzwonkówka błyszcząca (Entoloma lividocyanulum (Kühner) Noordel.) – gatunek grzybów z rodziny dzwonkówkowatych (Entolomataceae).

## Systematyka i nazewnictwo
Pozycja w klasyfikacji według Index Fungorum: Entoloma, Entolomataceae, Agaricales, Agaricomycetidae, Agaricomycetes, Agaricomycotina, Basidiomycota, Fungi.
Po raz pierwszy opisał go w 1954 r. Robert Kühner, nadając mu nazwę Rhodophyllus lividocyanulus. W 1984 r. Machiel Evert Noordeloos przeniósł go do rodzaju Entoloma. Pozostałe synonimy:
- Eccilia lividocyanula (Kühner) S. Lundell, in Lundell & Nannfeldt 1960
- Entoloma lividocyanulum var. lilacinum E. Ludw. 2007
- Leptonia lividocyanula (Kühner) P.D. Orton 1960

Polską nazwę zarekomendował w 2003 r. Władysław Wojewoda.

## Morfologia
Kapelusz
Średnica 13–21, rzadko do 30 mm, początkowo półkulisty, potem kolejno wypukły, spłaszczony, zagłębiony w środku, z ostrym brzegiem i przejrzyście prążkowany, higrofaniczny, szarobrązowy do żółtobrązowego, na środku niebieski do ciemnoczarnego. Powierzchnia gładka, na środku łuskowata.
Blaszki
Przyrośnięte do lekko zbiegających, początkowo białawe do szarobiałych, z wiekiem różowieją, całe pokryte grudkami.
Trzon
Wysokość 41–50 mm, grubość 1–2 mm, walcowaty do nitkowatego, gładki, niebieskoszary, u nasady rozszerzony i białawo-filcowaty.
Miąższ
O nieprzyjemnym zapachu.
Cechy mikroskopowe
Zarodniki 5–7 kanciaste, gładkie, bezbarwne, z centralną porą rostkową, 8,2–11,3 × 5,3–7,2 μm, Qe = 1,6. Podstawki cylindryczne, maczugowate do wybrzuszonych, czterozarodnikowe, bez sprzążek u nasady, 20,7–34,5 × 7,7–11,9 μm. Cystyd brak. Skórka kapelusza zbudowana z mniej więcej równoległych strzępek, stosunkowo krótkich, z maczugowatymi zakończeniami. Na strzępkach wszystkich części grzyba brak sprzążek.
Gatunki podobne
Dzwonkówka szaroniebieskawa (Entoloma griseocyaneum) ma nieprążkowany kapelusz i podłużnie prążkowany trzon. Entoloma huijsmanii ma prążkowany kapelusz (do środka) podstawki dwu lub czterozarodnikowe i dłuższe zarodniki o długości 8,5–13,9 μm. Inne podobne gatunki mikroskopowo odróżniają się obecnością cheilocystyd.

## Występowanie i siedlisko
W Polsce W. Wojewoda w 2003 r. przytoczył 3 stanowiska, w późniejszych latach podano następne. Aktualne stanowiska podaje także internetowy atlas grzybów. Znajduje się w nim na liście gatunków zagrożonych i wartych objęcia ochroną.
Grzyb naziemny, prawdopodobnie mykoryzowy. Występuje wśród traw, na leśnych polanach, na nieużytkach rolnych i w lasach.